# Le Bœuf clandestin (roman)
Pour les articles homonymes, voir Le Bœuf clandestin.
Le Bœuf clandestin est un roman français de Marcel Aymé publié en 1939.

## Historique
Le Bœuf clandestin est un roman de Marcel Aymé, paru en préoriginale du 12 avril au 17 mai 1939 dans Candide puis publié chez Gallimard à Paris.

## Résumé
C’est l’histoire d’une famille bourgeoise parisienne aisée (les Berthaud) dont le père, directeur d’une succursale de banque, qui se prétend végétarien, se laisse surprendre par sa fille (Roberte) en train de manger en cachette un bifteck saignant...

## Éditions
- 1939 - Le Bœuf clandestin, Librairie Gallimard, Collection blanche, Éditions de la Nouvelle Revue Française
- 1998 - Le Bœuf clandestin, in "Œuvres romanesques complètes", Tome II (1498 pages), Gallimard (juillet 1998), Bibliothèque de la Pléiade, Édition publiée sous la direction de Michel Lécureur,  (ISBN 2-07-011331-0)

## Adaptations
- 1969 : Le Bœuf clandestin téléfilm de Jacques Pierre avec Madeleine Robinson.
- 1993 : Le Bœuf clandestin téléfilm de Lazare Iglésis avec Daniel Ceccaldi, Danièle Lebrun et Florence Darel.
- 2013 : Le Bœuf clandestin, téléfilm de Gérard Jourd'hui avec Christian Clavier, Marie-Anne Chazel, Judith Chemla, etc.